# پاتریزیا دیتوس
پاتریزیا دیتوس (به ایتالیایی: Patrizia Deitos؛ زادهٔ ۱۱ مه ۱۹۷۵) سوپرمدل و خواننده ایتالیایی است. 

## شغل
پاتریزیا دیتوس زادهٔ ۱۱ مه ۱۹۷۵، سوپرمدل سابق و خواننده ایتالیایی اهل ریمینی است که در برخی از برجسته‌ترین نمایش‌های مد بین‌المللی حضور داشته‌است. او در کمپین‌های تبلیغاتی برندهای معتبری چون کریزیا، فره، میسونی، میلا شون، رافالا کوریل، لا پرلا، پارا فعالیت کرده‌است. همچنین، جووانی کاباسی از دیتوس برای کمپین تبلیغاتی هارلی دیویدسون عکاسی کرده‌است. او در سال ۱۹۹۶ در کمپین تبلیغاتی برند واندربرا نیز حضور داشت.
ورود دیتوس به دنیای مدلینگ نه تنها به دلیل قد بلندش (۱٫۸۲ متر) بلکه به‌صورت اتفاقی رخ داد. در ۱۷ سالگی، در باشگاه سفارت در ریمینی از او دعوت شد تا در مسابقه «میس سینما» شرکت کند که در آن برنده شد. این موفقیت به او فرصت حضور در مسابقه دختر شایسته ایتالیا را داد، اما به دلیل شخصیت محتاط خود از شرکت در آن انصراف داد. با این حال، او متقاعد شد تا در مسابقه دختر شایسته رومانیا شرکت کند و با کسب مقام اول، به فینال مسابقه دختر شایسته ایتالیا راه یافت، جایی که مقام سوم و عنوان دختر شایسته لبخند بین‌المللی را به دست آورد.
دیتوس تحصیلات خود را ادامه داد و در دو سال آخر دبیرستان دیپلم گرفت. او ابتدا تنها پیشنهادهای عکاسی را پذیرفت و به‌صورت متناوب به تحصیل و فعالیت در دنیای مد پرداخت. در نهایت، او با موفقیت از دانشگاه بولونیا در رشته تاریخ قرون وسطی فارغ‌التحصیل شد. با وجود موفقیت در مدلینگ، علاقه اصلی او همواره به آواز بود که از ۱۴ سالگی به یادگیری آن مشغول شد. دیتوس در کنکورسو دی کاستروکارو و آکادمی آواز سانرمو به مرحله فینال رسید.
به لطف ارتباطاتش در صنعت مد، او بیشتر در خارج از ایتالیا فعالیت کرده و بازار داخلی این کشور را اغلب محلی و غیرشایسته‌سالار توصیف کرده‌است. او با ارکستر دمو مورسلی، گروه‌های پلاترز و جیپسی کینگز همکاری داشته و برای دیون وارویک در چند کنسرت اجرا کرده‌است. همچنین در جشنواره تبلیغاتی کن حضور داشته‌است. دیتوس همچنان به‌صورت متناوب به مدلینگ و خوانندگی ادامه می‌دهد و ترجیح می‌دهد در خارج از ایتالیا فعالیت کند. تسلط او به زبان انگلیسی باعث شده‌است که برای اجرای برنامه‌های معتبر بین‌المللی دعوت شود.
در سال‌های اخیر، دیتوس به موسیقی جاز، که از دیرباز به آن علاقه‌مند بود، روی آورده و با سیمونه جانوتی در برنامه «سبت جاز» همکاری می‌کند و در قالب دوئت با او به اجرای برنامه می‌پردازد.

## زندگی شخصی
پاتریزیا یک پسر به نام اومبرتو دارد که در سال ۲۰۰۳ به دنیا آمد. او در سال ۲۰۱۷ با بازیگر و کارگردان ایتالیایی، آنتونیو ماریا مگرو ازدواج کرد.

## دیسکوگرافی

### آلبوم‌های استودیویی
- پتی دیتوس و بازیکنان خوش‌صدا (۲۰۱۳)
- من گرتا گاربو را ملاقات کردم (۲۰۲۰)

### مجردها
- «بارها و بارها» (۲۰۱۳)
- «قایقرانی» (۲۰۱۳)
- «چشم‌ها» (۲۰۱۹)
- «الفاتولوژی» (۲۰۱۹)
- «لا بلا وستیتا» (۲۰۱۹)
- «ایللوجیکو جاز» (۲۰۲۲)
- «شبیه خورشید» (۲۰۲۲)
- «رضایت» (۲۰۲۳)

### آلبوم‌های مشترک
- زبان مادری (به همراه اِفی شوشانی) (۲۰۱۱)

## آژانس‌ها
- چرا آژانس مدلینگ نه؟
- مدیریت مدل ریکاردو گی

## پیوندهای خارجی
- وب‌سایت رسمی
- پاتریزیا دیتوس در اینستاگرام